# Грей (озеро)
Грей (исп. Lago Grey) — водоём ледникового происхождения, расположенный в западной части Национального парка Торрес-дель-Пайне, в провинции Ультима Эсперанса, регионе Магальянес и Чилийской Антарктике, Чили.

## Характеристики

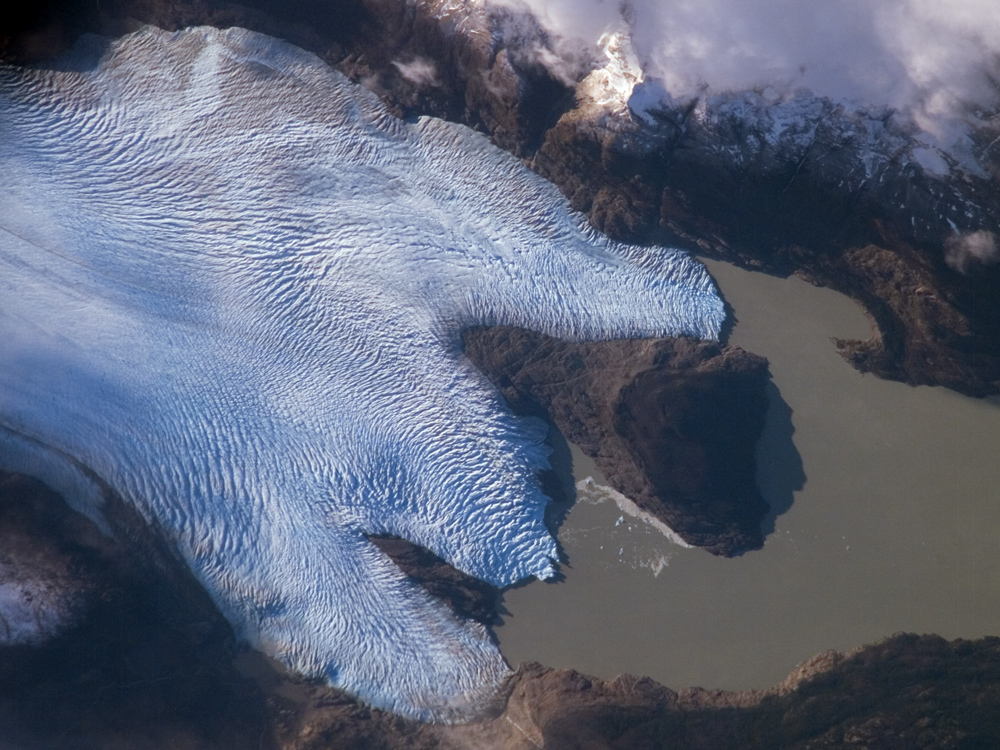
Снимок с МКС северного сектора озера, недалеко от ледника Грей.

Это озеро имеет площадь 3250 га, длину 16,5 км, максимальную ширину 4,25 км и минимальную ширину 1,37 км. Оно принадлежит к большому бассейну Рио-Серрано. В границах озера расположены полуостров и несколько заливов. Его воды мутные из-за наносов с ледника. Название озера происходит от цвета его воды — серого, озеро примечательно тем что в его водах плавают глыбы льда голубого цвета.
На востоке озеро граничит с горами Пайне-Гранде с высотой 2700 метров (8858 футов) и холмом Алета-де-Тибурон. К югу граничит с холмом Феррейр с высотой 1599 м.

### Острова
В южной части озера есть несколько островов; самый крупный из них, длиной 600 метров.
На крайнем севере также есть острова, но все они окаймлены ледником Грей, потому что несколько лет назад они были всего лишь нунатаками этого ледника. Самый большой из них — 3,6 км в длину и 2 км в ширину.

## Источники

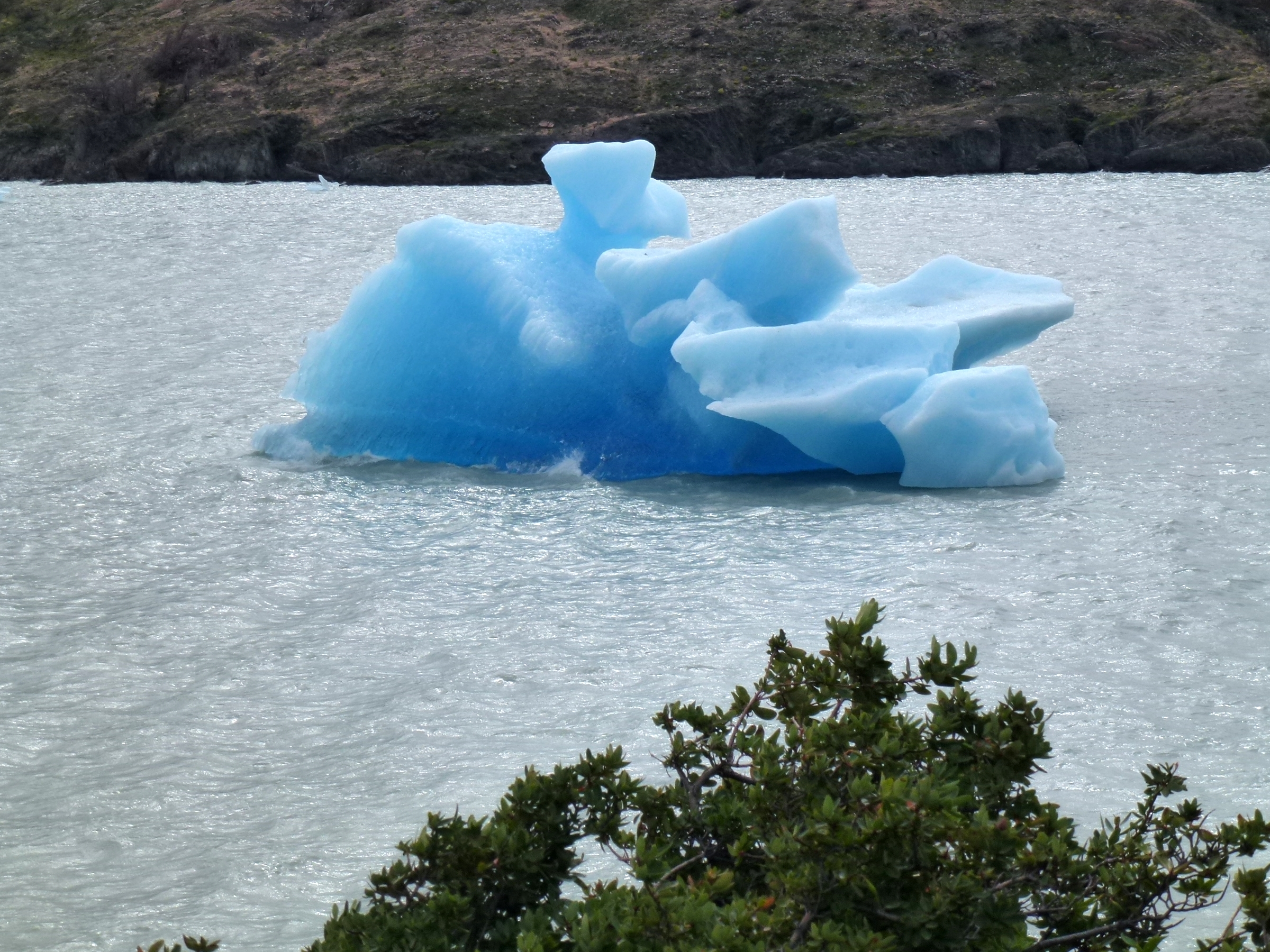
Айсберг плывущий по озеру отколовшийся от ледника Грей

## Дренаж
От вод озера питается река Грей, эта река пройдя около 20 км, впадает в Рио-Серрано.